# Tabuk (stad)
Tabuk (Arabisch: تبوك, Tabūk) is een stad in Saoedi-Arabië. Het is de hoofdstad van de provincie Tabuk. De stad had in 2004 ongeveer 441.351 inwoners. In oktober 630 vond hier de Expeditie van Tabuk plaats die werd geleid door Mohammed. Tabuk ligt dicht bij Jordanië. Op de Luchtmachtbasis Koning Faisal bij Tabuk zijn gevechtsvliegtuigen van de Koninklijke Saoedische luchtmacht gelegerd.
Abha · Al-Bahah · Bariq · Buraidah · Dammam · Dhahran · Hail · Jeddah · Jizan · Jubail · Al-Kharj · Khobar · Medina · Mekka · Najran · Riyad · Tabuk · Taif · Unayzah · Yanbu
Saoedi-Arabië · Provincies